# San José de Jáchal
San José de Jáchal – miasto w Argentynie, w prowincji San Juan, stolica departamentu Jáchal.
Według danych szacunkowych na rok 2010 miejscowość liczyła 10 940 mieszkańców.